# Bernie Constantin
 (janvier 2025).
Si vous disposez d'ouvrages ou d'articles de référence ou si vous connaissez des sites web de qualité traitant du thème abordé ici, merci de compléter l'article en donnant les références utiles à sa vérifiabilité et en les liant à la section « Notes et références ».
Pour les articles homonymes, voir Constantin.
Bernie Constantin, né le 18 juin 1947 à Blignou, l'un des treize villages de la commune d'Ayent, et mort le 2 janvier 2025 à Anzère, est un musicien et animateur de radio suisse.

## Biographie
Bernie Constantin débute en 1964 avec son premier groupe Les Anges Blancs interprétant des grands tubes des années 1960. Ce nom du groupe vient du catcheur Francisco Pino Farina, surnommé « L'Ange Blanc », dont ils étaient fans.
Le « Band » est programmé en 1964 lors de l'Exposition nationale suisse à Lausanne devant 10 000 personnes. Après cette prestation, il abandonne ses études en arts graphiques, d'autant plus que la même année il est abordé par Brian Jones pour parler musique, alors qu'il dansait avec ses copines sur un podium lors de l'enregistrement d'un show de la BBC à Montreux. Dès 1966, Bernie Constantin fait partie d'autres groupes : les Bees, les Tarés, les Dalton et les Shpoones. Par la suite, il sillonne les États Unis où tous les jours il se produit sur des scènes de Coffee House où il rencontre une fois Frank Zappa. Pendant son séjour il enregistre également un disque qui passe à la radio, ce qui lui permet de signer avec le label WEA.
À la fin des années 1970, il rentre en Valais où il ouvre un bistrot nommé le Funky Pétard. Bernie Constantin s'est ensuite fait connaitre du grand public dans les années 1980 avec les chansons Switzerland Reggae et Lola Berlingot, avec 275 000 et 250 000 disques vendus.
Il animait chaque jeudi, entre 2005 et 2012, l'émission Les Jeudis de Bernie sur la radio Couleur 3.
En 2013, il est victime d'un AVC, qui lui a laissé des séquelles de mémoire, mais il sort ensuite un nouveau disque en 2016, Easy Bang Bang, qu'il interprète notamment au festival Rock Oz'Arènes, dont il est un habitué depuis ses débuts en 1992, et dont la directrice Charlotte Carrel lui confie parfois la présentation des artistes sur scène.
Bernie Constantin est surnommé par certains l'Iguane des Alpes, car il est souvent comparé par sa ressemblance physique à Iggy Pop surnommé l'Iguane, mais à 25 ans on lui disait qu'il ressemblait à Mick Jagger.
Bernie Constantin a un fils, Jessie Kobel, né en 1993, qui se produit aussi sur scène comme humoriste et dont le spectacle Get Up, Stand Up, lui a valu de remporter le tremplin du festival Morges-sous-Rire en 2016,. En été 2024, il participe avec son fils à l'émission radiophonique Mon bel été en Suisse, sur La Première, où son fils le rejoint chez lui à Blignou.
Bernie Constantin meurt le 2 janvier 2025.

## Publications
- Ma vie en rock au pays du rhododendron, Bernie Constantin (autobiographie), Éditions Slatkine, 2022, 320 p.[9].

### Préface
- Slobodan Despot (préf. Bernie Constantin), Nouvelleaks : les chroniques du nouvelliste : 2010-2013, Sion, éd. Xenia, 25 août 2014, 141 p., 20 cm (ISBN 978-2-88892-172-1, BNF 43882648).La couverture comporte une mention « La fin du monde se fait attendre ! », qui ne doit pas être confondue avec le sous-titre tel que figurant sur la page de titre. .